# 이자벨리 드루몬드
이자벨리 드루몬드(Isabelle Drummond, 1994년 4월 12일 ~ )는 브라질의 배우이다.